# باولو ميراندا (لاعب كرة قدم مواليد 1974)
باولو ميراندا دي أوليفيرا (بالبرتغالية: Paulo Miranda de Oliveira) (25 يناير 1974 بساو باولو في البرازيل - ) هو لاعب كرة قدم برازيلي في مركز الوسط. شارك مع منتخب البرازيل تحت 20 سنة لكرة القدم. أما مع النوادي، فقد لعب مع أتلتيكو باراناينسي وجيروندان بوردو ونادي بارانا ونادي جوينفيل ونادي ساو كايتانو ونادي شيفاز يو إس أي ونادي فاسكو دا غاما ونادي فلامنغو ونادي كروزيرو ونادي كوريتيبا وDeportivo Anzoátegui S.C. ‏ وإيتومبيارا سبورت ‏ وأتلتيكو يوفنتوس وSanta Helena Esporte Clube ‏.

## وصلات خارجية
- هذه المقالة غير مرتبط بويكي بيانات